# Звенигородский чин
«Звенигоро́дский чин» — три иконы с изображением Спасителя, архангела Михаила и апостола Павла. Сохранившаяся часть полуфигурного Деисуса, состоявшего из семи или девяти икон. Происходит из звенигородского Успенского собора на Городке. Находится в собрании Государственной Третьяковской галереи.
Ранее атрибутировался целиком как работа Андрея Рублёва. В июне 2017 года экспертный совет Третьяковской галереи предположил, что автором «Христа Вседержителя» был не тот же человек, что иконописец «Архангела Михаила» и «Апостола Павла», а также иконы «Троица». 

## История и атрибуция
По общепринятой версии, иконы были найдены в 1918 году в сарае при Успенском соборе на Городке в Звенигороде под грудой дров реставратором Всероссийской комиссии по сохранению и раскрытию древнерусской живописи (ЦГРМ) Григорием Чириковым.
Это сообщение имеет характер легендарного. Как отмечает сотрудник Звенигородского музея Д. А. Седов, отсутствуют отчёты об этой находке, что было несвойственно работе Комиссии ЦГРМ, а история находки икон в сарае известна по отчёту Николая Протасова и публикациям Игоря Грабаря. Кроме того, дата поступления икон в Кремлёвские реставрационные мастерские (8 октября 1918 года) не совпадает с периодом экспедиции ЦГРМ в Звенигород, начавшейся 14 октября. По данным архива ГТГ, после обнаружения Звенигородского чина были предприняты поиски недостающих икон деисуса: 21 декабря Протасов посетил усадьбу Кораллово близ Звенигорода в связи со сведениями о возможном поступлении в местную церковь древних икон из Успенского собора.
На конференции, посвящённой 1000-летию крещения Руси, доктор исторических наук Ольга Подобедова рассказала, что иконы Звенигородского чина не были обнаружены реставраторами: их передал им священник Дмитрий Крылов:

О. Дмитрий действовал исключительно на свой страх и риск, без благословения благочинного или архиерея. Поступок такого рода в малообразованной клерикальной среде провинциального прихода мог привести к нежелательным для него последствиям. У молодого священника, находившегося в Звенигороде, судя по всему, на стажировке, тот же час начались неприятности. Чтобы не испортить ему жизнь окончательно, и была — специально для печати — придумана вышеизложенная легенда.

Иконы Звенигородского чина были раскрыты специалистами Комиссии по сохранению и раскрытию древней живописи в 1918—1919 годах и переданы в Государственный исторический музей, из которого в 1930 году поступили в собрание Третьяковской галереи.
Впервые предположения, что найденные в Звенигороде иконы принадлежат кисти Андрея Рублева, были высказаны в 1920 году на 2-й Реставрационной выставке. В 1926 году Грабарь в журнале «Вопросы реставрации» опубликовал статью «Андрей Рублёв: Очерк творчества художника по данным реставрационных работ 1918—1925 гг.», в которой атрибутировал Звенигородский чин как работу Андрея Рублёва на основании особенностей живописи, роднящих иконы с рублёвской Троицей и фресками Успенского собора во Владимире. Об иконах Звенигородского чина Грабарь написал: «Их создателем мог быть только Рублев», поскольку «только он владел искусством подчинять единой гармонизирующей воле эти холодные розово-сиренево-голубые цвета, только он дерзал решать колористические задачи, бывшие под силу разве лишь венецианцам, да и то сто с лишком лет спустя после его смерти». Несмотря на краткость аргументации Грабаря, его атрибуция «получила всеобщее признание», и с ним были согласны большинство других искусствоведов, признающих иконы Звенигородского чина «несомненно принадлежащими Андрею Рублёву».
Различными исследователями Звенигородский чин датируется временем с конца XIV века по 1420-е годы. По мнению академика Виктора Лазарева, по «своему стилю это настолько зрелая работа, что её невозможно относить к ранней поре творчества Рублёва. Она могла возникнуть лишь после росписи владимирского Успенского собора, иначе говоря, уже после 1408 года». Он датирует Звенигородский чин 1410—1415 годами. Его поддерживает Михаил Ильин (ок. 1417 года), Конрад Онаш (ок. 1409 года) и другие исследователи.
Исследователи отмечают, что, исходя из размера икон Звенигородского чина, он предназначался для весьма большой неизвестной церкви и это ни Успенский собор на Городке, ни собор Рождества Богородицы Саввино-Сторожевского монастыря в Звенигороде. При этом, согласно описи Успенского собора на Городке 1693 года, в местном ряду иконостаса XVII века и по столпам находилась часть икон некоего древнего деисусного чина.
В 2017 году эксперты Третьяковской галереи и Государственного научно-исследовательского института реставрации поставили под сомнение авторство Андрея Рублева в отношении икон Звенигородского чина. Проводившие исследование научные сотрудники ГТГ Левон Нерсесян и Софья Свердлова «исходя из стилистических и технологических особенностей икон» предположили, что автором Звенигородского чина мог быть иконописец из «византийско-русского» круга московских иконописцев. В книге «Звенигородский чин», изданной 2022 году в издательстве Государственной Третьяковской галереи, они стали однозначно утверждать, что Звенигородский чин не является работой Андрея Рублёва.

## Описание
Звенигородский чин написан на досках большого размера (158—160 × 108—110 см), поясные изображения на нём превышают человеческую меру. Исходя из традиционной иконографии деисусов, изначально в состав Звенигородского чина (кроме трёх сохранившихся икон) могли также входить иконы «Богоматерь», «Иоанн Предтеча», «Архангел Гавриил», «Апостол Пётр», «Василий Великий» и «Иоанн Златоуст».
По мнению академика Лазарева, иконы «с первого же взгляда поражают необычайной красотою своих холодных светлых красок. Голубые, розовые, синие, блёкло-фиолетовые и вишнёвые тона даны в таких безупречно верных сочетаниях с золотом фона, что у созерцающего иконы невольно рождаются чисто музыкальные ассоциации». По утверждению Михаила Алпатова, при создании Звенигородского чина проявилось дарование Рублёва как колориста: 

Такого богатства оттенков и полутонов не знала русская иконопись до Рублёва. Не знала её и иконопись византийская.

### Спас Вседержитель
Красочный слой на иконе Христа Вседержителя сохранился фрагментарно. Это наиболее пострадавшая из икон Звенигородского чина. На лике имеется трещина по старому левкасу, на волосах и бороде присутствуют потёртости верхнего красочного слоя. Специалист по древнерусскому искусству Наталья Дёмина отмечает, что Спас на иконе Рублёва — «…воплощение типично русской благообразности. Ни один элемент лица не подчёркнут чрезмерно — всё пропорционально и согласованно: он рус, глаза его не преувеличены, нос прямой и тонкий, рот мал, овал лица хотя и удлинённый, но не узкий, в нём совсем нет аскетичности, голова с густой массой волос со спокойным достоинством возвышается на сильной, стройной шее. Самое значительное в этом новом облике — взгляд. Он направлен прямо на зрителя и выражает живое и деятельное внимание к нему; в нём чувствуется желание вникнуть в душу человека и понять его».
Евангелие в руке Спасителя утрачено. Исходя из сохранившихся фрагментов кодекса в руке апостола Павла, предполагается, что на иконе Спаса оно было весьма крупным и занимало значимое место в композиции деисуса. Профессор Владимир Плугин предполагает, что на надпись в раскрытом Евангелии была связана с темой Страшного суда. На основании стилистического сходства с близкой по времени создания к Звенигородскому Спасу иконе Пантократора XV века из Троице-Сергиевой лавры (находится в собрании ГТГ) возможным вариантом текста является «Придите ко Мне, все труждающиеся и обремененные и аз упокою вы…» (Мф. 11:28-29), который сначала не встречается в древнерусском искусстве и стал характерным лишь для произведений XV—XVI веков.
Академик Виктор Лазарев отмечает, что в иконе Спаса видно хорошее знание традиции византийской живописи XIV века, но образ лишён византийской суровости — у Андрея Рублёва «образ Христа настолько очеловечивается, что совершенно утрачивает отвлечённый культовый характер».

### Архангел Михаил
Архангел Михаил изображён в иконографии, встречающейся в византийской живописи с начала XIV века. Он по характеру образа близок к ангелам на фресках центрального нефа Успенского собора во Владимире. На иконе утрачено золото на груди ангела, на лике есть следы царапин.
Архангел одет в сияющий лазоревый хитон, почти полностью скрытый складами «клубящегося» розового плаща. Голова мягко наклонена вправо, русые кудрявые волосы перевязаны лентой в тон хитона. Искусствовед Михаил Алпатов отмечает: 

В его полуфигуре, обрисованной плавными, мягко струящимися контурами, столько человеческого обаяния, точно в земном своем облике он обрел высшее блаженство и ему неведомо стремление к «горнему» миру.

### Апостол Павел
Апостол Павел изображён слегка склонившимся к Спасителю. Его лик написан более рельефно по сравнению с другими иконами Звенигородского чина. Высказывались предположения, что он написан не Андреем Рублёвым, а его учеником. Лик апостола исполнен скорби и умиротворённости. Для подчёркивания его созерцательного образа одежды написаны в серебристо-жемчужной гамме. Обе руки апостола Павла держат крупный приоткрытый кодекс.
Алпатов пишет об иконе апостола Павла: 

Этот мудрец с высоким открытым лбом склоняет голову не столько потому, что молит Христа, сколько потому, что погружён в раздумье. Мягкое течение широкодужных контуров подчеркивает в его облике гармоничность и завершённость.